# Промил
Промѝл (на латински: pro mille – на хиляда) означава една хилядна (1/1000) част, или 1/10 процента. Знакът за промил е ‰, който обикновено се пише непосредствено след числото (без разстояние). Промѝлите (както и процентите) се използват, за да покажат каква част от цялото представлява нещо, например: „Солеността на водата е 11‰.“ Това означава, че 11 хилядни от масата на водата са соли, т.е. в 1000 g (1 kg) вода има 11 g соли.
Въвеждането на знака за промил в операционните системи Windows става с клавишната комбинация Alt+0137 (при натиснат Alt и включено NumLock, на цифровия блок на клавиатурата се набира 0137).